# Karnská pluviální epizoda

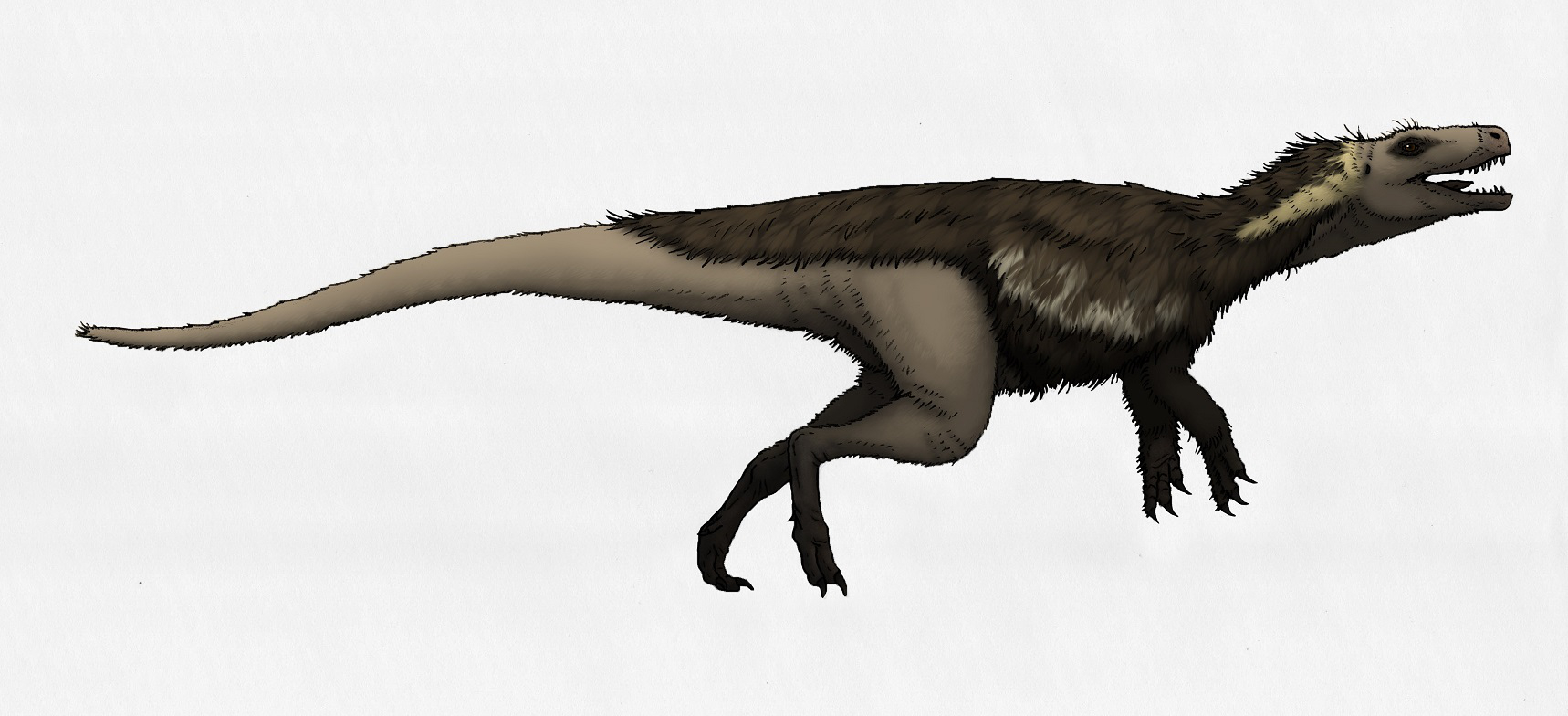
Gnathovorax cabreirai – jeden z nejstarších známých dinosaurů, žijících v době karnské pluviální epizody (asi před 233 miliony let).

Karnská pluviální epizoda nebo Karnská pluviální událost (z angl. Carnian Pluvial Episode/Event) je významnou událostí v dějinách života na Zemi, o které se vědci začali dozvídat konkrétní skutečnosti teprve v průběhu 21. století s novými objevy a technologiemi i metodami výzkumu. O tomto vymírání z doby před 234 až 232 miliony let se však vědělo již od 70. let 20. století, ačkoliv zpočátku se vědci domnívali, že šlo o geograficky izolovanou událost, omezenou jen na Evropu. Nově se ukazuje, že se jednalo o globální událost a zároveň šlo o vymírání poměrně velkého rozsahu, ačkoliv mírně zaostávající za tzv. Velkou pětkou. Jedním z projevů této události byly i extrémní a časté srážky ("milion let trvající déšť").

## Příčiny
Příčinou události byly pravděpodobně masivní sopečné erupce v oblasti někdejšího mikrokontinentu Wrangellia (dnes přibližně západ Severní Ameriky). Pro vulkanický původ této události svědčí také objevy z Číny.
Další výzkumy ukazují, že v této době značně kolísala úroveň hladiny moří a oceánů a docházelo také k výrazným fluktuacím v globálním uhlíkovém cyklu.

## Význam
Tato několik milionů let trvající událost charakterizovaná masivní vulkanickou činností a významnými změnami v ekosystémech se odehrála v období pozdního triasu (geologický věk karn, asi před 237 až 227 miliony let) a měla za následek vyhynutí až 33 % mořských druhů a velké úbytky biodiverzity také u tehdejších suchozemských čtvernožců. Přímým důsledkem byla zřejmě také evoluční radiace dinosaurů, želv, krokodýlovitých plazů, hmyzu, jehličnanů a některých dalších skupin živočichů a rostlin. Příčinou byly také rozsáhlé anoxické události, kdy v relativně krátkém čase docházelo k výraznému úbytku kyslíku v oceánech. Změny v druhovém složení flóry byly kvůli výraznému zvýšení vlhkosti klimatu rovněž velmi významné.
V tomto ohledu je tedy karnská pluviální epizoda jednou z hlavních událostí, které formovaly moderní přírodní svět. Díky této události možná vznikly například i korálové útesy, objevili se první praví savci, ještěři, želvy a k nadvládě nad soušemi naší planety se postupně dostali dinosauři, kteří v období jury a křídy představovali dominantní skupinu terestrických obratlovců.